# Brasilianische Badmintonmeisterschaft 2015
Die Brasilianische Badmintonmeisterschaft 2015 fand vom 16. bis zum 20. Dezember 2015 in Rio de Janeiro statt.

## Medaillengewinner
| Disziplin    | Gold                              | Silber                                | Bronze                                        |
| ------------ | --------------------------------- | ------------------------------------- | --------------------------------------------- |
| Herreneinzel | Luíz dos Santos                   | Artur Silva Pomoceno                  | Lucas Constant Da Silva                       |
| Herreneinzel | Luíz dos Santos                   | Artur Silva Pomoceno                  | Italo Hauer Antonacio                         |
| Dameneinzel  | Paloma da Silva                   | Mariana Pedrol Freitas                | Andreza Miranda Santos                        |
| Dameneinzel  | Paloma da Silva                   | Mariana Pedrol Freitas                | Ana Paula Campos                              |
| Herrendoppel | Artur Silva Pomoceno Fabio Soares | Guilherme Kumasaka Hugo Arthuso       | Leonardo Alkimin Luíz dos Santos              |
| Herrendoppel | Artur Silva Pomoceno Fabio Soares | Guilherme Kumasaka Hugo Arthuso       | Francielton Farias Lucas Constant da Silva    |
| Damendoppel  | Marta Lopes Paloma da Silva       | Mariana Pedrol Freitas Thalita Correa | Andreza Miranda Santos Emanuelly Rocha Farias |
| Damendoppel  | Marta Lopes Paloma da Silva       | Mariana Pedrol Freitas Thalita Correa | Gabriela Santos Jaqueline Carvalho            |
| Mixed        | Leonardo Alkimin Ana Paula Campos | Matheus Voigt Bianca Oliveira Lima    | Luíz dos Santos Mariana Pedrol Freitas        |
| Mixed        | Leonardo Alkimin Ana Paula Campos | Matheus Voigt Bianca Oliveira Lima    | Igor Ibrahim Thalita Correa                   |